# Полесье (Речицкий район)
Полесье (бел. Палессе) (до 1938 года Поповки) — посёлок и железнодорожный разъезд (на линии Гомель — Калинковичи) в Борщевском сельсовете Речицкого района Гомельской области Белоруссии.
Кругом лес.

## География

### Расположение
В 30 км на восток от Речицы, 41 км от Гомеля.

## Транспортная сеть
Транспортные связи по просёлочной, затем автомобильной дороге Калинковичи — Гомель. Планировка состоит из короткой прямолинейной меридиональной улицы, застроенной деревянными усадьбами.

## История
Основана в XIX веке, после начала работы железной дороги Лунинец — Гомель, когда в феврале 1886 года, здесь был организован разъезд с будкой для обслуживающего персонала. В начале 1920-х годов разъезд преобразован в железнодорожную станцию, вокруг которой начал строиться посёлок. В 1930 году организован колхоз. Согласно переписи 1959 года в составе совхоза «Борщевка» (центр — деревня Борщевка).

## Население

### Численность
- 2004 год — 7 хозяйств, 14 жителей.

### Динамика
- 1959 год — 64 жителя (согласно переписи).
- 2004 год — 7 хозяйств, 14 жителей.